# Моли Барнет
Моли Барнет (енгл. Molly Burnett; Денвер, 23. април 1988) је америчка филмска и телевизијска глумица.
Најпознатија је по улози Грејс Манси у серији Ред и закон: Одељење за специјалне жртве.